# بارانی معروف آبی‌رنگ
«بارانی معروف آبی‌رنگ» (به انگلیسی: Famous Blue Raincoat) ترانه‌ای از شاعر و خواننده-ترانه‌سرای کانادایی لئونارد کوهن است. این ترانه ۶اُمین قطعهٔ آلبوم سال ۱۹۷۱ کوئن به‌نام ترانه‌هایی از عشق و نفرت است.
شعر ترانهٔ «بارانی معروف آبی‌رنگ» به‌شکل یک نامه نوشته شده‌است؛ نامه‌ای که در آن کوئن داستان یک مثلث عشقی بین راوی، زنی به‌نام جِین، و یک شخص مذکر دیگر را روایت می‌کند. در متن ترانه از شخص مذکر دوم دقیقاً نامی برده نمی‌شود و از او به‌عنوان صاحب «بارانی آبی‌رنگ» و با واژه‌هایی مانند «برادر من» و «قاتل من» یاد می‌شود. کوئن ترانه را با تشریح زمان و مکانی که دارد نامه را می‌نویسد (حوالی ساعت ۴ صبح یکی از روزهای سرد دسامبر در نیویورک) و احوالپرسی از دوستش (همان مرد ناشناس) آغاز می‌کند. در ادامه شنونده متوجه می‌شود زمانی که راوی مشغول نوشتن نامه بوده‌است همسر-یا نامزدش- «جین» هم در همان محل و در خواب شبانه بوده است. او به مرور تعریف می‌کند که شخص سوم «جین» را از او ربوده و با او رابطهٔ عاشقانه برقرار کرده است.
جِین با طره‌ای از موهای تو اومد... که می‌گفت تو آن ها را  به او داده‌ای
همون شبی که تصمیم گرفتی بروی... آیا واقعاً هیچ‌وقت رفتی؟
و  زن من را به‌خاطر تکهٔ کوچکی از زندگیت بازی دادی... و وقتی که  برگشت همسرِ هیچ‌کس نبود...— پایان گفتاورد کوچک
متن نامه شکوائیه‌ای است که راوی برای مرد ناشناس می‌نویسد و از او به‌خاطر این‌که باعث شده عشقش به او خیانت کند گلایه می‌کند. در بخش پایانی ترانه از مرد ناشناس بابت لطفی که به جین کرده تشکر می‌کند؛ کاری که خود او هیچ‌گاه برای زنش نکرده‌بوده است.
اگر زمانی این جا اومدی... به خاطر جِین یا به خاطر من
جایی که دشمنت خوابه... و زنش آزاده
و من متشکّرم به‌خاطر  آشفتگی‌یی که از چشمان ِ جِین گرفتی
فکر می‌کردم که جاش همون‌جاست، برای همین هم هیچ‌وقت تلاشی نکردم— پایان گفتاورد
و در انتها-مانند آن‌چه در نوشتن نامه معمول است-کوئن ترانه را با عبارت «ارادتمند، ل. کوئن»  تمام می‌کند.

## پی‌نوشت
1. ↑  Songs of Love and Hate
2. ↑  It's four in the morning, the end of December
I'm writing you now just to see if you're better
3. ↑  
and Jane came by with a lock of your hair
She said that you gave it to her
That night that you planned to go clear
Did you ever go clear?
And you treated my woman to a flake of your life
And when she came back she was nobody's wife...‎
4. ↑  
If you ever come by here, for Jane or for me
Were your enemy is sleeping, and his woman is free
Yes, and thanks, for the trouble you took from her eyes
I thought it was there for good so I never tried...‎
5. ↑  Sincerely, L. Cohen